# Île de Tapia
L'Île de Tapia, (Islla de Tapia en asturien) , est une petite île inhabitée du golfe de Gascogne, dans le port de Tapia de Casariego, dans la province des Asturies.  Une digue d'accès qui protège le port de pêche, relie désormais la petite île à la terre ferme. Un phare, toujours actif, y a été construit en 1859.